# Séisme de 1968 à Tokachi
Le séisme de 1968 à Tokachi (1968年十勝沖地震) se produisit le 16 mai 1968 à 01:49 UTC (09:49 heure locale). Le foyer se trouva au large d'Aomori et Hokkaido, près du raccordement de la fosse du Japon et la fosse des Kouriles. Son mécanisme de foyer montre une faille inverse (chevauchement) avec un élément décrochant. La force de ce séisme atteignit Mw 8.3, or Ms ~8.0,.
Des pluies abondantes pendant les jours avant le tremblement aggravèrent les dégâts. En plus, un raz-de-marée fut déclenché. Le séisme provoqua la mort de 47 personnes.